# French Open 1935 (Badminton)
Die French Open 1935 im Badminton fanden in Paris statt. Es war die siebente Auflage des Championats.

## Finalresultate
| Disziplin    | Sieger                         | Finalist                          | Ergebnis           |
| ------------ | ------------------------------ | --------------------------------- | ------------------ |
| Herreneinzel | Ralph Nichols                  | Ian Maconachie                    | 15–8, 16–18, 15–10 |
| Dameneinzel  | Betty Uber                     | Marian Horsley                    | 11–2, 11–1         |
| Herrendoppel | Ralph Nichols Geoffrey J. Fish | F. L. Treasure Alan Titherley     | 15–2, 15–18, 15–9  |
| Damendoppel  | Betty Uber Diana Doveton       | Marion Armstrong Margaret Tragett | 15–0, 15–5         |
| Mixed        | Ralph Nichols Diana Doveton    | Geoffrey J. Fish Betty Uber       | 15–11, 15–10       |